# Anti-taal
Anti-taal is een sociologisch en taalkundig concept dat verwijst naar de taal die gebruikt wordt door een anti-society (Engels voor 'anti-samenleving'). De anti-samenleving is een parallelle samenleving die zich presenteert als een alternatief voor de primaire samenleving. Het begrip is in 1976 geïntroduceerd door Brits-Australisch taalkundige Michael Halliday.
Voorbeelden zijn talen die ontstonden onder  rondtrekkende mensen, groepen aan de zelfkant van de samenleving, jongerentaal, en taal van groepen criminelen. Ook zijn er talen die door mensen uit de lhbti-gemeenschap worden gesproken.

## Anti-samenleving en anti-taal
Anti-taal is volgens Michael Halliday nauw verbonden met het fenomeen anti-samenleving. De anti-samenleving is een parallelle samenleving die zich presenteert als een alternatief voor de primaire samenleving. Dit alternatief kan een vreedzame situatie zijn waarbij beide samenlevingen positief contact hebben. Het tegengestelde kan ook voorkomen. Dit alternatief is dan vijandig en uit op de vernietiging van de primaire samenleving.
Anti-taal wordt altijd aangeleerd in een proces van resocialisatie waarbij het deze resocialisatie ook weer versterkt; het is dus altijd een secundair aangeleerde taal. Zodoende zijn de gebruikers altijd meertalig en spreken meestal ook de taal van de primaire samenleving. Sprekers met een migratieachtergrond spreken geen anti-taal wanneer ze hun moedertaal spreken in hun aangenomen thuisland.

## Reden voor een anti-taal
Een voor de hand liggende reden voor het gebruik van een anti-taal is behoefte aan een vorm van 'geheimtaal', een manier om met elkaar relatief openlijk te spreken zonder dat de primaire samenleving zich ervan bewust is wat er wordt gezegd.
Een andere reden is volgens Halliday het vormende effect van taal. De taal wordt gevormd door de anti-samenleving en de anti-samenleving wordt een realiteit door het gebruik van de anti-taal.

## Voorbeelden
Er zijn veel voorbeelden van anti-taal en anti-samenlevingen, zowel in Nederland als daarbuiten. In Nederland werd Bargoens gesproken, een anti-taal die ontstond tussen (arme) rondtrekkende mensen en anderen aan de zelfkant van de samenleving. In verschillende landen ontstaan anti-talen - en anti-samenlevingen - die gesproken werden door reizigers (groepen met een nomadisch levenswijze), zoals Tèrrachu en Rotwelsch. Ook jongerentaal zou gezien kunnen worden als een anti-taal. In veel gevallen gaan volwassen er echter vanuit dat jongeren de bijbehorende anti-samenleving ontgroeien en dan vanzelf stoppen met het gebruik van straattaal.
Veel talen werden tussen criminelen gesproken, zoals Šatrovački en Grypserka, de taal die in Poolse gevangenissen ontstond. Ook de maffia heeft een geheel eigen taal ontwikkeld die kan worden gezien als een anti-taal.
Tot slot zijn er veel talen die door mensen uit de lhbti-gemeenschap worden gesproken. In dit geval kan deze gemeenschap gezien worden als de anti-samenleving. Voorbeelden van dergelijke talen zijn: Lubunca, Hijra Farsi en Polari.